# 聚羥基烷酸酯

Poly-(R)-3-hydroxybutyrate (P3HB)的結構，一種 聚羥基烷酸酯

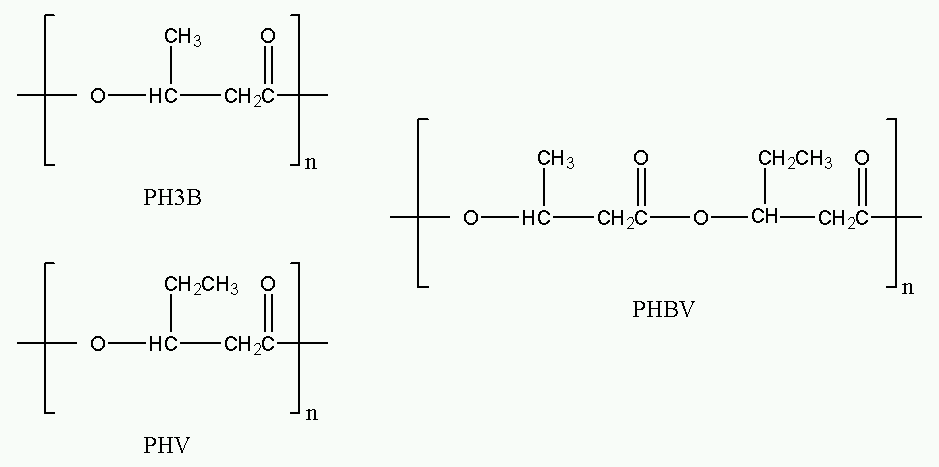
P3HB, PHV的化學結構們的共聚物PHBV

聚羥基烷酸酯或PHA為由自然界食糖或脂類經過細菌發酵而成的線性聚酯。它們由細菌產生以儲存碳和能量。超過150種不同的單體可在此家族內進行組合，得到的材料具有非常不同的性質。這些塑料可被生物降解，也被用於生產生物塑料。
它們可以是熱塑性塑料或彈性體材料，熔點範圍從40至180℃。